# Пастушеские шалаши
 Памятник культуры Малопольского воеводства: регистрационный номер 266/77 от 29 июля 1977 года.

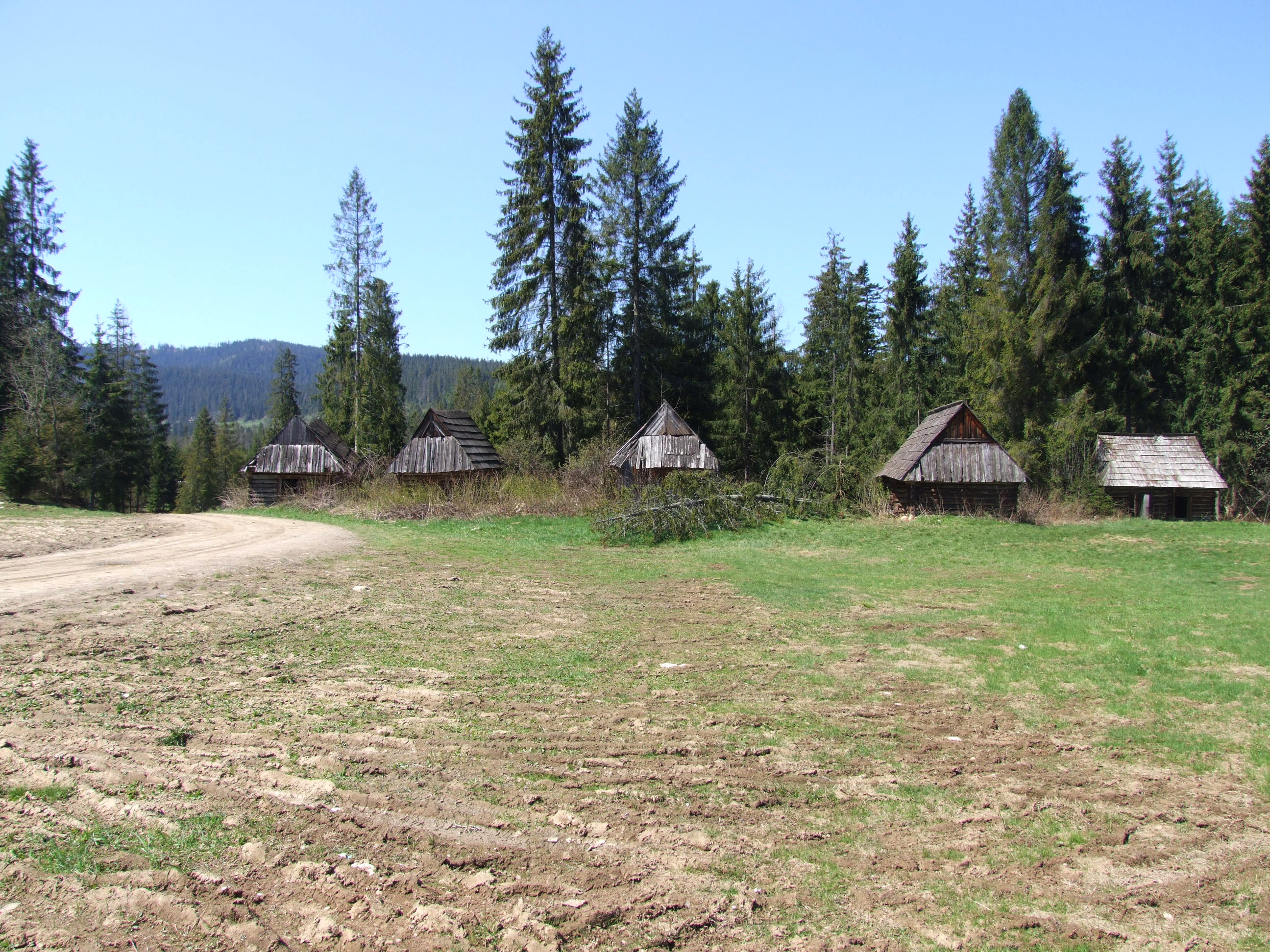
Общий вид

Пастушеские шалаши, или «Поляна за околицей» (пол. Skansen szałasów pasterskich, Polana Pod Okólnem) — музей под открытым небом, находящийся на территории села Юргув, гмина Буковина-Татшаньская, Татровский повят, Малопольское воеводство, Польша. Вместе с Домом солтыса является филиалом Татровского музея в городе Закопане. Музей экспонирует несколько десятков пастушеских шалашей, представляющих характерное народное деревянное зодчество польских крестьян XIX века, проживавших около Татр. Шалаши входят в туристический маршрут «Путь деревянной архитектуры». Памятник Малопольского воеводства.

## История
Большинство шалашей датируются второй половиной XIX века. В прошлом жители Юргува занималось выпасом скота в западной части Татр, в долине Белой Воды и Яворовой долине. Во второй половине XIX эта земля перешла в собственность австрийского политика и генерала Христиана Гогенлоге и пастухи в конце XIX века с помощью австрийской армии были согнаны с горных пастбищ. Эта территория стала использоваться для охоты. Шалаши, использованные пастухами, были перенесены с горных пастбищ на поляну Подокульне возле Юргува.
29 июля 1977 года шалаши были внесены в реестр памятников Малопольского воеводства (№ 226/77).
В 90-е годы XX столетия шалаши вместе с Домом солтыса стали филиалом Татровского музея в Закопане.

## Описание
Музей под открытым небом находится горном регионе Спишска Магура в долине горнего ручья Яворовы-Поток при дороге 49 с Нового-Тарга до словацкого населённого пункта Подспады. На противоположной стороне дороги находится горнолыжная станция и паркинг.
На территории музея находится 56 пастушеских шалашей. Некоторые шалаши были перенесены на поляну со склонов Татр или построены непосредственно на этом месте. Многие шалаши используются в настоящее время местным население в качестве сеновалов.